# Бердзенишвили, Михаил Ираклиевич
Михаил Ираклиевич Бердзенишвили (груз. მიხეილ ირაკლის ძე ბერძენიშვილი; 2 мая 1914, Тифлис — 21 июня 1981, Тбилиси) — советский футболист, нападающий, полузащитник, тренер. Мастер спорта СССР (1938), Заслуженный мастер спорта СССР (1946).

## Биография
Всю карьеру провёл в тбилисском «Динамо», где начал играть с 13 лет. В весеннем первенстве 1936 года в группе «Б» в шести матчах забил четыре гола. В чемпионате СССР в 1936—1940, 1945—1946 годах сыграл 129 матчей, забил 36 голов (в 10 аннулированных играх 1941 года — два гола).
Играл за сборные Тбилиси (1934—1937), Грузинской ССР (1937), Закавказья (1933—1935). Участник чемпионата СССР среди сборных республик и городов 1935 (5 матчей). Чемпион Закавказья (1934, 1935). Участник матчей сборной Закавказья в Скандинавии (1935), со сборной Басконии (1937 — в составе «Динамо» и сборной Грузии), матчей «Динамо» в Иране (1944) и Румынии (1945).
Обладал физической силой, техникой, хладнокровием. Одним из первых в СССР исполнял резаные удары, был отличным пенальтистом.
В «Динамо» Тбилиси работал тренером (1947, 1949), старшим тренером (1948). До конца жизни работал в Тбилиси:
- Тренер 35-й ФШ МП (1950 — август 1955)
- Начальник команды «Динамо» (сентябрь 1955—1957)
- Тренер школы «Динамо» (1958, по июнь; сентябрь 1973—1976)
- Тренер ФШМ (август 1958 — июнь 1959)
- Начальник ФШ «Буревестник» (август 1959 — июнь 1961)
- Заместитель директора стадиона «Буревестник» (1961, с июля)
- Заведующий клубом мастеров стадиона «Динамо» (1962)
- Тренер стадиона «Динамо» (1963—1964)
- Тренер республиканского совета «Динамо» (1965 — сентябрь 1972)
- Заведующий учебно-тренировочной базой «Динамо» (октября 1972 — август 1973)
- Заместитель директора стадиона «Динамо» (1977—1981)

## Достижения
- Серебряный призёр чемпионата СССР (2): 1939, 1940
- Бронзовый призёр чемпионата СССР (2): 1936 (о), 1946
- Финалист Кубка СССР (3): 1936, 1937, 1946
- Медаль «За трудовое отличие» (1946)